# Чертков, Николай Дмитриевич
Николай Дмитриевич Чертков (18 (29) июня 1794—14 (26) ноября 1852) — генерал-лейтенант. Основатель Воронежского кадетского корпуса.

## Биография
Происходил из рода Чертковых. Родился 18 (29) июня 1794 года в семье воронежского губернского предводителя дворянства Дмитрия Васильевича Черткова.
Поступив в военную службу в 1813 году, Николай Чертков принял участие в заграничных походах русской армии. Некоторое время состоял адъютантом при И. Ф. Паскевиче; пять военных компаний принесли ему чин генерал-майора. Среди его наград — орден Св. Владимира 3-й степени, полученный в бытность командиром Тверского драгунского полка.
В 1834 году воронежское дворянство обратилось с ходатайством об открытии в Воронеже кадетского корпуса, однако ходатайство было отклонено из-за недостаточности собранных средств. Н. Д. Чертков, который в это время завершал военную службу, признавая полезным, чтобы дворянские дети отдавали преимущество военной службе перед гражданской, и желая оказать помощь делу военного образования дворян,  пожертвовал в 1836 году 1,5 миллиона рублей ассигнациями и 1000 душ на строительство в Воронеже кадетского корпуса. В ходатайстве на имя Государя он просил, чтобы кадетский корпус не был назван его именем, а получил название «Михайловского», в честь главного начальника военно-учебных заведений Великого Князя Михаила Павловича, не желая из скромности, «дабы имя его стало наравне с великими именами императоров Петра, Павла и Александра».
Торжественная закладка главного здания состоялась 14 сентября 1837 года; 16 августа 1844 года Высочайше было утверждено положение о «Михайловском Воронежском кадетском корпусе».
За свою щедрость Н. Д. Чертков был награждён орденом Св. Владимира 2-й степени; был назначен состоять при главном начальнике Военно-учебных заведений и получил почётную должность попечителя корпуса. В честь него была выбита почётная медаль. Впоследствии Чертков получил чин генерал-лейтенанта и был награждён орденом Св. Анны 1-й степени.
Умер холостым 14 (26) ноября 1852 года. Похоронен у порога Святодуховской церкви в Александро-Невской лавре.

## Память
- В 2011 году в микрорайоне Шилово в Воронеже одна из улиц была названа улицей братьев Чертковых в честь Н. Д. Черткова и его братьев И. Д. Черткова и А. Д. Черткова.